# ピーター・チェン
ピーター・ピンシャン・チェン（Peter Pin-Shan Chen、陳品山、生年月日不明）はアメリカの計算機科学者。1976年、実体関連モデルを開発したことで知られている。2012年現在はカーネギーメロン大学に所属。

## 経歴
中華民国（台湾）の台中市で生まれる。1968年、国立台湾大学で電気工学の学士号を取得し、1973年、ハーバード大学で計算機科学と応用数学の博士号を取得。1970年の夏、IBMで働いたことがある。ハーバードを卒業後、1年間ハネウェルで働き、ひと夏はディジタル・イクイップメント・コーポレーションで働いた。
1974年から1978年まで、MIT経営学部で助教授として働く。1978年から1983年まで、カリフォルニア大学ロサンゼルス校で助教授として働く。1983年から2011年まで、ルイジアナ州立大学で計算機科学の教授をつとめた。その間に、1989年から1990年までハーバード大学の客員教授を務め、マサチューセッツ工科大学では3度客員教授を務めている。2008年から国立清華大学の名誉教授となった。2012年現在はカーネギーメロン大学の Distinguished Career Scientist 兼教職員を務めている。

## 受賞と栄誉
実体関連モデルについての最初の論文は、ソフトウェア工学における最も重要な論文の1つとして "Great Papers in Computer Science" という本に紹介された。チェンは "Software Pioneers" という本でソフトウェアのパイオニアの1人として紹介されている。
情報技術分野の様々な賞を受賞している。
- 1990年 - Data Resource Management Technology Award（DAMA（英語版）、データマネジメント協会）
- 2000年 - Achievement Award in Information Management （DAMA International）
- 2000年 - Data Management Hall of Fame に選ばれた。
- 2001年 - Stevens Award (IWCASE, International Workshop on Computer Aided Software Engineering)
- 2003年 - Harry H. Goode Memorial Award (IEEE)
- 2003年 - アレン・ニューウェル賞
- 2004年 - Pan Wen-Yuan Outstanding Research Award[7]
- 2011年 - Transformative Achievement Medal (Software Engineering Society and the Society for Design and Process Science)

また、以下の学術団体のフェローに選ばれている。
- Association for Computing Machinery (ACM)
- アメリカ科学振興協会 (AAAS)
- IEEE
- ER Conference[8]

## ピーター・P・チェン賞
ER Conference は、ピーター・チェンの概念モデリングでのリーダーシップを称え、2008年にピーター・P・チェン賞を創設。毎年同分野の優れた研究者/教育者を1人表彰している。受賞者は次の通り。
- 2008年: Bernhard Thalheim
- 2009年: David W. Embley
- 2010年: John Mylopoulos
- 2011年: Tok Wang Ling

## 業績

### 実体関連モデルとデータ/概念モデル
実体関連モデル（ERモデル）は、システム分析、設計方法論、Computer Aided Software Engineering (CASE) ツール、リポジトリシステムなどの基盤となっている。ERモデルは、IBMの Repository Manager/MVS やDECの CDD/Plus の基礎となっている。
ERモデルに関するチェンの最初の論文は、実体関連モデルについての決定的な出典として広く引用されている。チェンはその概念をソフトウェアや情報システムのモデリングおよび設計に用いた先駆者の一人である。チェンが論文を発表する以前から、非公式に実体関連の基本的考え方を活用する人々は存在していた。チェンはまず摘要を公表し、1975年のデータベースに関する学会でERモデルを発表。同年、A. P. G. Brown も同様のコンセプトの論文を発表している。チェンの主な貢献は、概念の定式化、データ定義と操作のセットによる理論の展開、ERモデルから（関係データベースを含む）主要なデータベースへの変換規則を示した点である。また、ERモデルを広く紹介した。
ERモデルは、情報資源辞書システム (IRDS) についてのANSI規格にてメタモデルとして採用され、フォーチュン500企業についてのいくつかの調査で、データベース設計やシステム開発における主要な方法論とされてきた。
チェンの業績から「概念モデリング」と呼ばれる研究分野が生まれた。1979年から ER Conference と呼ばれる国際学会が毎年開催されるようになった。

### CASE
チェンはソフトウェア工学、特に Computer Aided Software Engineering (CASE) の基礎を築いた。1980年代末から1990年代初めにかけて、IBMのアプリケーション開発サイクル (AD/Cycle) フレームワークやDB2リポジトリ (RM/MVS) はERモデルに基づいていた。他のベンダーも同様で、DECのCDD+もERモデルに基づいていた。チェンの研究や講演内容はCASE業界に構造化システム開発方法論を植えつけ、多大な影響を与えた。ERモデルが影響を与えた主要なCASEツールとして、コンピュータ・アソシエイツの ERWIN、オラクルの Designer/2000、Sybaseの PowerDesigner などがある。また、IDEF1X規格もERモデルの影響を受けている。また、マイクロソフトの ADO.NET Entity Framework もERモデルに基づいている。
World Wide Web のハイパーテキストの概念はERモデルの概念とよく似ている。チェンは World Wide Web Consortium (W3C) のいくつかのXMLワーキンググループに専門家として招待され、その関連の調査を行ったことがある。
ERモデルはまた、オブジェクト指向分析・設計方法論やセマンティック・ウェブなどの基盤ともなっている。ERモデルはUMLモデリング言語のルーツの1つである。

### コンピュータ性能モデル
初期の経歴において、チェンはコンピュータシステムの性能に関する研究開発を行っていた。ACM SIGMETRICS の議長も務めたことがある。主なコンピュータベンダーの性能モデルを開発。その研究成果は商用コンピュータの性能チューニングや容量計画ツールとして使われた。

### 記憶装置階層、CD-ROM、ファームウェア
ハーバード大学での博士論文のテーマは、記憶装置階層のコストパフォーマンス最適化モデルの研究だった。また、IBMのメインフレーム向けのファイル制御装置の初期のファームウェアを開発した1人である。1980年代には、学術誌 IEEE Proceedings にCD-ROMMについての論文を書いている。

### サイバーセキュリティとテロリスト検知
近年、学際的研究チームを率い、テロリストと悪意あるサイバートランザクションを検知する効率的かつ効果的技法の開発を行っている。CMUでは CERT Coordination Center とソフトウェア工学研究所 (SEI) での研究開発で活動している。

## 著作
書籍:
- 2007. Active Conceptual Modeling of Learning: Next Generation Learning-Base System Development. With Leah Y. Wong (Eds.). Springer.
- 1999. Advances in Conceptual Modeling: ER'99 Workshops on Evolution and Change in Data Management, Reverse Engineering in Information Systems, and the World ... (Lecture Notes in Computer Science). With David W. Embley, Jacques Kouloumdjian, Stephen W. Liddle and John F. Roddick (Eds.) Springer Verlag.
- 1999. Conceptual Modeling: Current Issues and Future Directions (Lecture Notes in Computer Science) With Jacky Akoka, Hannu Kangassalo, and Bernhard Thalheim.
- 1985. Data & Knowledge Engineering, Volume 1, Number 1, 1985.
- 1981. Entity Relationship Approach to Information Modeling and Analysis.
- 1980. Entity relationship approach to systems analysis and design. North-Holland.

論文（一部）:
- 1976. "The Entity-Relationship Model--Toward a Unified View of Data". In: ACM Transactions on Database Systems 1/1/1976 ACM-Press ISSN 0362-5915, S. 9–36
- 2002. "Entity-Relationship Modeling--Historical Events, Future Trends, and Lessons Learned". In: Software Pioneers: Contributions to Software Engineering. Broy M. and Denert, E. (eds.), Springer-Verlag, Berlin, Lecturing Notes in Computer Sciences, June 2002, pp. 100–114.